# مكافحة الفساد
مكافحة الفساد. هو مصطلح ظهر في عدة أنظمة تشتمل أنشطة تعارض الفساد أو تمنعه. مثلما يتخذ الفساد أشكالاً عديدة، تتباين جهود مكافحة الفساد من حيث النطاق والاستراتيجية. أحيانا يتم التمييز بين التدابير الوقائية وردود الفعل التفاعلية.
ويتعلق الأمر بعزم سلطات الدولة على مكافحة ظاهرة الفساد التي تفاقمت في السنوات الاخيرة.

## الجزائر
وتعتبر ظاهرة الفساد في الجزائر جريمة تمس بالاملاك العمومية وبالاقتصاد الوطني مما يبرر وضع منذ بضعة سنوات اليات قمع ومكافحة هذه الافة. وحسب ترتيبات الدستور الجديد فان وضع هذه الاليات سيتوج بتأسيس هيئة لمكافحة الفساد. 
وفي هذا الصدد تنص المادة 173-5 على تأسيس هيئة وطنية للوقاية من الفساد ومكافحته وهي سلطة ادارية مستقلة توضع لدى رئيس الجمهورية وتتمتع بالاستقلالية الادارية والمالية.
وتتضمن نفس المادة أن «استقلال هذه الهيئة مضمون على الخصوص من خلال أداء اعضائها وموظفيها اليمين ومن خلال الحماية التي تكفل لهم من شتى الضغوط أو الترهيب أو التهديد أو الإهانة أو الشتم أو التهجم أيا كانت طبيعته التي قد يتعرضون لها خلال ممارسة مهامهم».
وتنص المادة 173-6 أن «الهيئة تتولى على الخصوص مهمة اقتراح سياسة شاملة للوقاية من الفساد تكرس مبادئ دولة الحق والقانون وتعكس النزاهة والشفافية والمسؤولية في تسيير الممتلكات والاموال العمومية والمساهمة في تطبيقها».
كما "ترفع الهيئة إلى رئيس الجمهورية تقريرا سنويا عن تقييم نشاطاتها المتعلقة بالوقاية من الفساد ومكافحته والنقائص التي سجلتها في هذا المجال والتوصيات المقترحة عند الاقتضاء.

## السعودية
في السعودية أسس الملك سلمان في 2017 لجنة مكافحة الفساد، وقد أدت التجربة إلى اعتقال 11 أميرا وأربعة وزراء حاليين وعشرات الوزراء السابقين.

## مقالات لها صلة
- هيئة النزاهة ومكافحة الفساد (الأردن)
- الهيئة الوطنية لمكافحة الفساد (تونس)
- اتفاقية الأمم المتحدة لمكافحة الفساد
- الهيئة الوطنية لمكافحة الفساد (الجزائر)